# Förstakammarvalet i Sverige 1925
Förstakammarvalet i Sverige 1925 var ett val i Sverige till Sveriges riksdags första kammare. Valet hölls i den femte valkretsgruppen i september månad 1925 för mandatperioden 1926–1933.
Tre valkretsar utgjorde den femte valkretsgruppen: Jönköpings läns valkrets (6 mandat), Göteborgs och Bohus läns valkrets (6 mandat) samt Värmlands läns valkrets (7 mandat). Ledamöterna utsågs av valmän från det landsting som valkretsarna motsvarade. För de städer som inte ingick i landsting var valmännen särskilda elektorer. Femte valkretsgruppen hade dock inga elektorer.
Val till den femte valkretsgruppen hade senast ägt rum sommaren 1921 som var ett icke-ordinarie nyval för hela första kammaren. Valet 1921 räknades även som den första valkretsgruppens valår, och de nästföljande grupperna skulle hålla sina val från och med 1922 och framåt, i ordning efter grupperna (andra gruppen höll val det andra året, 1922; tredje gruppen höll val det tredje året, 1923, och så vidare).

## Valresultat
| Parti                | Parti                                     | Partiledare               | Röster | Röster | Mandatfördelning | Mandatfördelning |
| Parti                | Parti                                     | Partiledare               | Antal  | +−     | Antal            | +−               |
| -------------------- | ----------------------------------------- | ------------------------- | ------ | ------ | ---------------- | ---------------- |
|                      | Allmänna valmansförbundet                 | Arvid Lindman             | 56     | ▲9     | 8                | ▲2               |
|                      | Sveriges socialdemokratiska arbetareparti | Per Albin Hansson         | 44     | ▲1     | 5                | ▬                |
|                      | Frisinnade landsföreningen                | Carl Gustaf Ekman         | 22     | ▼22    | 4                | ▲1               |
|                      | Bondeförbundet                            | Johan Johansson i Kälkebo | 16     | ▼2     | 1                | ▼1               |
|                      | Sveriges liberala parti                   | Eliel Löfgren             | 9      | Ny     | 1                | ▼2               |
|                      | Sveriges kommunistiska parti              | Nils Flyg                 | 7      | Ny     | 0                | ▬                |
|                      | Sverges socialdemokratiska vänsterparti   | Partiet upplöst 1923      | 0      | ▼4     | 0                | ▬                |
| Antal giltiga röster | Antal giltiga röster                      | Antal giltiga röster      | 154    | ▼2     | 19               | ▬                |

- Av 154 valmän deltog samtliga i valet.
- 1 av de invalda högermännen betecknade sig som en vilde i riksdagen.
- Den valda ledamoten tillhörande Sveriges liberala parti, Isak Svensson, hade redan 1924 gått över till partiet från Frisinnade landsföreningen.

### Invalda riksdagsmän
Jönköpings läns valkrets:
- Karl Ekman, n
- Karl Johan Alfred Gustafsson, n
- Jacob Spens, n
- Oscar Ericson, bf
- Erik Abrahamsson, fris
- Ivan Pauli, s

Göteborgs och Bohus läns valkrets:
- Eric Hallin, n
- Axel Sundberg, n
- Ludvig Widell, n
- Isak Svensson, lib
- Israel Holmgren, fris
- Sigfrid Hansson, s

Värmlands läns valkrets
- Georg Dahl, n
- Valfrid Eriksson, n
- Johan Bergman, fris
- Åke Ingeström, fris
- John Sandén, s
- Karl Schlyter, s
- Gustaf Strömberg, s